# Xã McKean, Quận Licking, Ohio
Xã McKean (tiếng Anh: McKean Township) là một xã thuộc quận Licking, tiểu bang Ohio, Hoa Kỳ. Năm 2010, dân số của xã này là 1.523 người.